# Теодор (митрополит Галицький)
Теодор, Феодор, Ходор — предстоятель Галицької митрополії 1331–1347 рр. (ймовірно з перервою).

## Єпископ Галицький
Під час своєї поїздки до Галицько-Волинської держави у травні 1328 році, митрополит київський Теоґност рукоположив ієромонаха Теодора, обраного з-поміж трьох кандидатів на єпископа Галицького (кандидатами були також ченці Антоній та Петро). Церемонія відбулась на соборі, у якому брали участь єпископи володимирський Афанасій (також рукоположений у цей час), луцький Теодосій, перемишльський Марко, турівський Стефан і холмський Григорій (Йоан). Такий формат хіротонії був на той час загальноприйнятий у руській церкві з огляду на її реформу. Однак, очевидно, візит Теоґноста відбувався в атмосфері прагнення галицько-волинських володарів мати власного митрополита, незалежного від політики Золотої Орди, котру тоді опосередковано представляв київський митрополит, що мешкав в Москві, і вплив на якого однаково справляли як золотоординські хани, так і нерідко союзні їм візантійські імператори.
Після короткотривалого періоду відновлення Галицької Митрополії та зведення Теодора у статус митрополита в 1331 (-1332) р, він знову був повернутий у сан єпископа, в якому перебував до 1337 року. На грамоті Юрія ІІ 1334 року Теодор визначається як «галицький єпископ» («Chodor, episcopus galicensis»). Згідно записів канцелярії київської митрополії (під керівництвом Теоґноста) впродовж цього часу він визнає юрисдикцію Теоґноста та разом із ним і іншими ієрархами Руської церкви бере участь у рукоположеннях єпископів ряду інших міст. Зокрема у жовтні 1329 р. у хіротонії ієромонаха Антонія на єпископа Ростова, у серпні 1331 р. в виборах архіепископа Василія для Великого Новгорода (відбувались у Володимирі), у грудні 1331 р. у поставленні Трифона на єпископа Луцька, квітні 1332 р. у висвяченні єромонаха Павла на єпископа Чернігова (відбувалось у Галичі або Володимирі), у вересні 1337 р. у рукоположенні Йоана на єпископа Брянська.

## Митрополит Галицький
У 1331 році Теодор перебував у Константинополі де патріархом Ісайєю був наречений митрополитом відновленої Галицької Митрополії і у квітні того ж року на соборі Константинопольського Патріархату він згадується як митрополит Галицький «τοῦ Γαλίτζης καὶ ὑπερτίμου». До цього ж року відноситься рукоположення Теодором, та рядом інших єпископів Малої Русі, Арсенія на архиєпископа Новгорода і Пскова яке було опротестоване Теоґностом. Останній вирушив до Орди і Константинополя із скрагою на дії галицько-волинського духовенства, внаслідок чого митрополичий статус Теодора був скасований. У грамоті Юрія ІІ 1334 року він визначається як «галицький єпископ»).
Під 1335 роком, у документах константинопольської патріархії, вписаний без зазначення сану. 1337 року Теодор бере участь у Константинопольському соборі де згадується разом із архиєреями Ефесу, Гераклеї, Діррахіуму, Амастріди та рядом інших. Оскільки собор розглядав питання, які не стосувались безпосередньо справ Руської церкви, можна припустити, що присутність Теодора пов'язана із черговою спробою відновлення Галицької митрополії. І дійсно, до цього ж часу відносяться відомості про відновлення митрополичого сану Теодора. Закріплення митрополичого статусу Галича відбулось впродовж 1341-42 роках (ймовірно за політичної підтримки князя Дмитра-Любарта), коли його визнав новий імператор Іоанн V Палеолог та патріарх Іоанн XIV Калекас.
Станом на 1345р. до складу Галицької митрополії входили: Полоцька, Турово-Пінська, Володимирська, Перемишльська, Луцька, Холмська, Чернігівська, Смоленська, Брянська та Білгородська єпархії, відтак, вона набула найбільшого територіального поширення у своїй історії. У цей час, однак, після смерті Юрія ІІ, влада в Галичині фактично перебувала в руках боярської верхівки на чолі із Дмитром Дедьком, державно-праврвий статус якої, у тодішньому феодальному суспільстві, був неоднозачним. Перемога Іоанна VI Кантакузина та зміна політичної кон'юнктури у Візантії, з одного боку, та зусилля московського князя з іншого — знову створили сприятливий ґрунт для ліквідації Галицької митрополії. 1347 року, на прохання московського князя Симеона, який одночасно прислав велике пожертвування на ремонт Софійського собору, золотою імператорськоюю буллою, підтвердженою рішеннями Синоду, Галицька митрополія була ліквідована, а її предстоятель (очевидно мається на увазі Теодор) був викликаний на патріарший суд. Подальша доля Теодора залишається невідомою. Згідно з дослідженням І. Скочиляса, він опинився у вигнанні на Волині, де його прийняв князь Дмитро-Любарт.

## Особливості управління
Як зазначає Семен Побуцький, час управління Теодором Галицькою єпархією та митрополією можна поділити на два принципових відрізки. Перший із них збігався із часом правління князя Юрія ІІ та полягав «у недопущенням встановлення папського контролю над галицько–волинськими землями та фактичному оправданні на релігійно-світоглядному рівні процесу абсолютизації князівської влади». Після смерті Юрія і утвердження правління Дмитра Дедька «роль галицького митрополита полягала, насамперед, у захисті православ'я в Галичині та в боротьбі за збереження своєї влади».

## Печатка Теодора
На грамоті князя Юрія ІІ Тройденовича написаній у Львові в 1334 році та адресованій Великому Магістру Тевтонського ордену і брауншвайґському герцогу Людеру збереглася воскова печатка Теодора із зображення Богородиці. Це зображення Ярослав Пастернак вважав ознакою зв'язку із кафедральним Успенським собором Галича і давньою традицією перебування там осередку духовної влади.

## Місце перебування
З огляду на давню екклезіальну традицію резиденція Галицьких єпископів та митрополитів розташовувалась на Крилоській горі у Галичі поруч із великим кафедральним Успенським собором побудованим Ярославом Осмомислом. Однак, приблизно у період служіння Теодора, собор, за свідченням археологічних досліджень, вже перебував у занедбаному стані. Наявність в 1334 році Теодора у Львові (про що свідчить його печатка на виданому у цьому місті документі), може вказувати на його постійне перебування у новій столиці Галицько-Волинської держави (Малої Русі), близько до резиденції князя, як це було у Галичі та відповідало візантійській традиції єдності світської та духовної влади. Із цим фактом, певним чином, в'яжеться існування на території княжого міста у Львові церкви св. Теодора та, згодом і площі Святого Теодора.